# Plaza Jado
La plaza Jado es una plaza ubicada en el corazón del Ensanche de la ciudad de Bilbao.

## Historia
La plaza es diseño del arquitecto municipal Germán Aguirre Urrutia, y su proyecto y construcción se remonta a 1948. En el año 2007 fue totalmente reformada.
La plaza gana 3200 metros cuadrados para los peatones y destaca por una espectacular fuente ornamental embellecida con tres leones. La renovada plaza tiene bancos de madera, 400 metros cuadrados de jardines y 14 árboles de diferentes especies -abedules, tilos, liquidámbares- y una masa arbustiva compuesta por brezos, acebos, tejos y madroños.

## Edificios y ornamentos de interés
Diversos edificios y ornamentos reseñables rodean la plaza Jado:
- Edificio del arquitecto Gregorio Ibarreche que se extiende en todo el desarrollo del encuentro de las calles Colón de Larreátegui, Ercilla (frente de la plaza Jado) y la calle Heros. Se trató de un proyecto de casa de vecinos para la familia Sota (1919), para la que también creó su palacete-residencia Ibaigane (1920).[4]
- Fuente ornamental con tres leones.[5]
- En la parte opuesta a la calle Colón de Larreátegui podemos ver una escultura de bronce de 1966 de Lorenzo Frechilla del Rey (1927-1990) titulada Maternidad.[6]

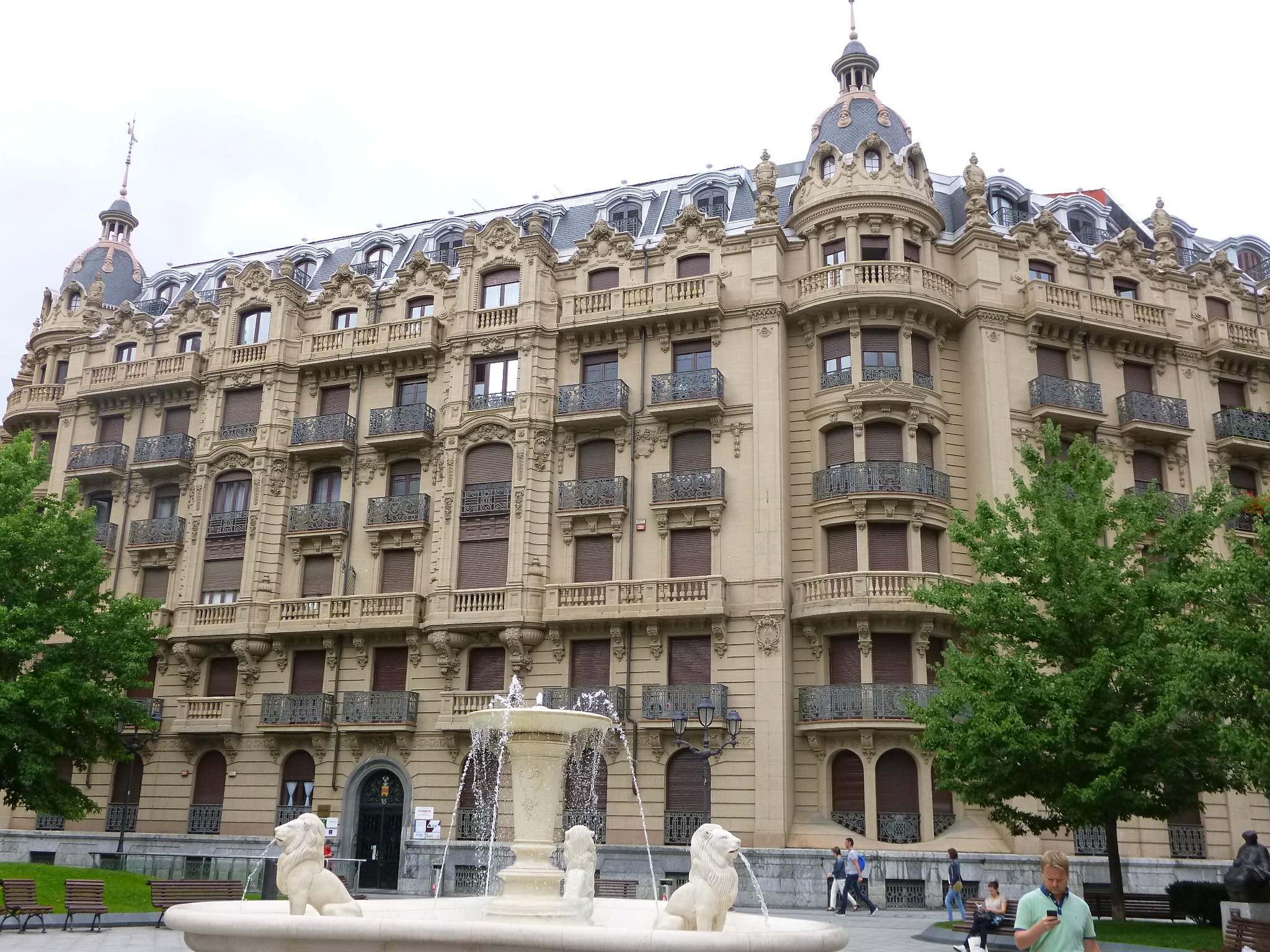
Edificio del arquitecto Gregorio Ibarreche
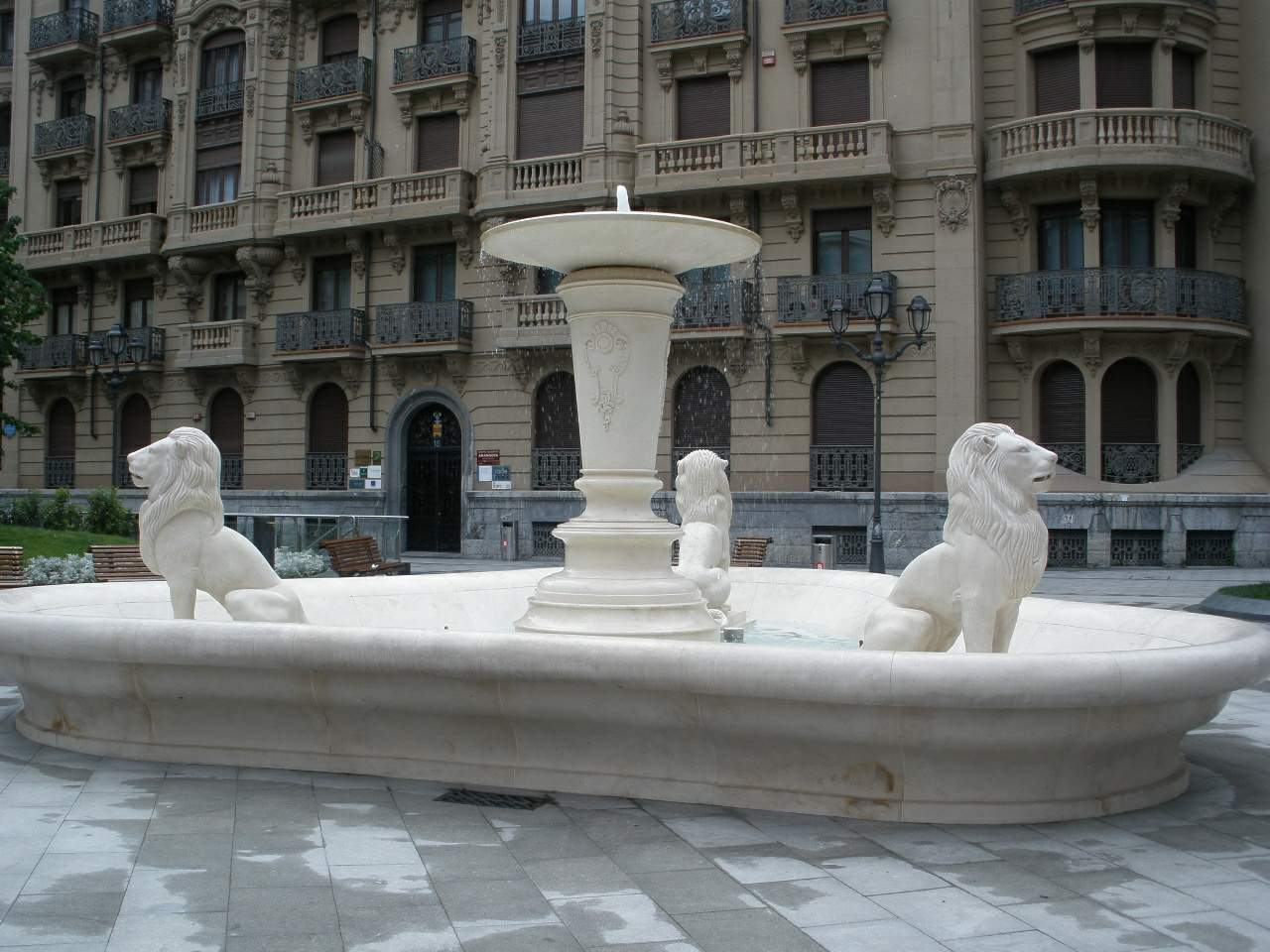
Fuente con leones
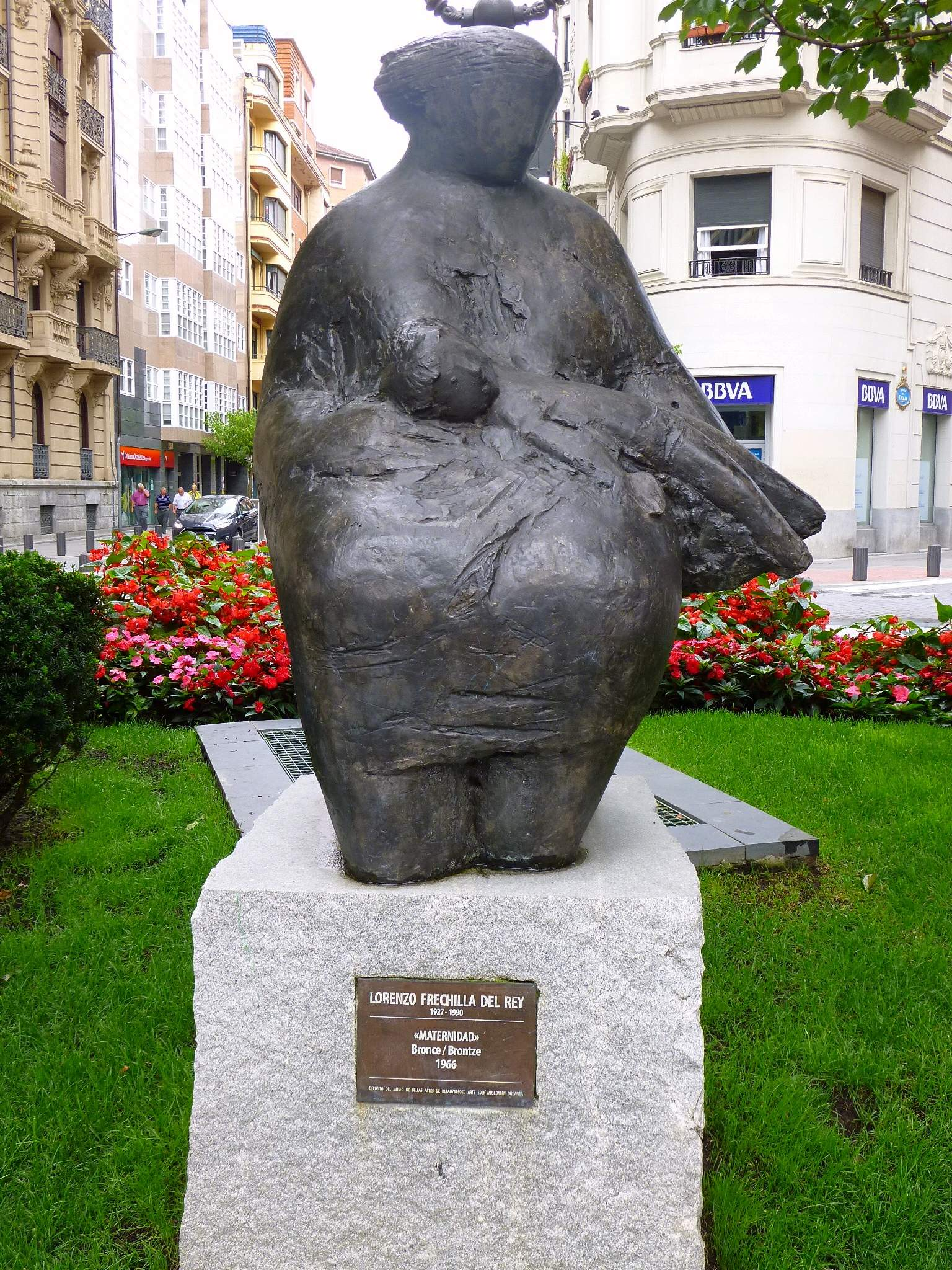
Escultura Maternidad

## Medios de transporte
La estación de Moyua del metro de Bilbao, en las proximidades de la plaza Moyúa, conecta la plaza con el suburbano.